# Тюков, Валерий Николаевич
Валерий Николаевич Тюков (23 ноября 1946 — 7 марта 2025) — российский тренер по фигурному катанию. Заслуженный тренер РСФСР и России, заслуженный работник физической культуры Российской Федерации. Член Президиума Федерации фигурного катания на коньках России (с 1992). Председатель Региональной общественной организации «Федерация фигурного катания на коньках Пермского края» (с 1994).

## Биография
В Пермь с супругой Валентиной Тюковой они переехали из Ташкента и стали работать в СДЮШОР «Орлёнок». Первыми учениками супругов, которые стали призёрами чемпионата мира среди юниоров были Марина Никитюк и Рашид Кадыркаев, ставшие серебряными призёрами в 1980 году и бронзовыми в 1981. В 2008 году Константин Безматерных и Ксения Красильникова после двух подряд бронзовых медалей выиграли золото.
Также среди учеников В.Н. Тюкова неоднократные призёры серии этапов юниорского Гран-при:
- Арина Ушакова / Александр Попов;[4]
- Анастасия Ходкова / Павел Слюсаренко;[5]
- Анастасия Кузьмина / Станислав Евдокимов;[6]
- Сабина Имайкина / Андрей Новосёлов.[7]
- Мария Выгалова / Егор Закроев

7 марта 2025 года стало известно о смерти тренера.